# Championnats du monde d'aviron 1981
Navigation
Édition précédente Édition suivante
Les championnats du monde d'aviron 1981, onzième édition des championnats du monde d'aviron, ont lieu en septembre 1981 à Munich, en Allemagne de l'Ouest.

## Médaillés

### Hommes
| Épreuves     | Or | Or      | Argent | Argent  | Bronze | Bronze  |
| ------------ | --- | ------- | --- | ------- | --- | ------- |
| M1x          | Allemagne de l'Ouest Peter-Michael Kolbe | 7:45.32 | Allemagne de l'Est Rüdiger Reiche | 7:48.90 | États-Unis John Biglow | 7:51.55 |
| M2x          | Allemagne de l'Est Klaus Kröppelien (b) Joachim Dreifke (s) | 6:41.99 | Finlande Reima Karppinen (b) Pertti Karppinen (s) | 6:44.06 | Norvège Rolf Thorsen (b) Alf Hansen (s) | 6:44.61 |
| M4x          | Allemagne de l'Est Peter Kersten (b) Karl-Heinz Bußert (2) Uwe Heppner (3) Martin Winter (s) | 6:11.37 | Union soviétique Igor Yarkov (b) Sergey Shevchenko (2) Vladimir Koldishkin (3) Aleksandr Sdravomislov (s)                                                                             | 6:14.58 | France Denis Gaté (b) Jean-Raymond Peltier (2) Charles Imbert (3) Marc Boudoux (s) | 6:17.45 |
| M2+          | Italie Carmine Abbagnale (b) Giuseppe Abbagnale (s) Giuseppe Di Capua (c) | 7:43.73 | Allemagne de l'Est Karsten Schmeling (b) Jürgen Seyfarth (s) Hendrik Reiher (c) | 7:46.22 | Grande-Bretagne Thomas Cadoux-Hudson (b) Richard Budgett (s) Adrian Ellison (c) | 7:47.03 |
| M2-          | Union soviétique Yuriy Pimenov (b) Nikolay Pimenov (s) | 7:15.06 | Pays-Bas Willem Jan Atsma (b) Ted Bosman (s) | 7:20.04 | Italie Antonio Baldacci (b) Ezio Pacovich (s) (s) | 7:23.28 |
| M4+          | Allemagne de l'Est Dietmar Schiller (b) Jörg Friedrich (2) Bernd Niesecke (3) Harald Jährling (s) Klaus-Dieter Ludwig (c)                                                                                   | 6:36.88 | États-Unis Andrew Sudduth (b) Thomas Woodman (2) John Everett (3) Fred Borchelt (s) Robert Jaugstetter (c)                                                                            | 6:39.68 | Union soviétique Viktor Omelyanovich (b) Dimants Krišjānis (2) Dzintars Krišjānis (3) Dzorzes Tikmers (s) Juris Bērziņš (c)                                                                                      | 6:40.52 |
| M4-          | Union soviétique Aleksey Kamkin (b) Valeriy Dolinin (2) Aleksandr Kulagin (3) Vitaliy Eliseyev (s) | 6:35.85 | Suisse Bruno Saile (b) Jürg Weitnauer (2) Hans-Konrad Trümpler (3) Stefan Netzle (s)                                                                                                  | 6:41.47 | Allemagne de l'Est Klaus Bittner (b) Hans-Peter Koppe (2) Jens Doberschütz (3) Uwe Gasch (s) | 6:43.07 |
| M8+          | Union soviétique Zigmas Gudauskas (b) Nikolai Solomakhin (2) Vladimir Krilov (3) Viktor Diduk (4) Stasys Narušaitis (5) Jonas Narmontas (6) Jonas Pinskus (7) Ihar Maystrenka (s) Vladimir Nizhegorodov (c) | 6:02.30 | Grande-Bretagne Mark Andrews (b) John Bland (2) Colin Seymour (3) Chris Mahoney (4) Andrew Justice (5) John Pritchard (6) Malcolm McGowan (7) Richard Stanhope (s) Colin Moynihan (c) | 6:04.31 | États-Unis Daniel Lyons (b) John Zevenbergen (2) Thomas Kiefer (3) James McDougall (4) John Phinney (5) David Clark (6) Charles Clapp (7) Matthew Labine (s) Seth Bauer (c)                                      | 6:06.13 |
| Poids légers | |         | |         | |         |
| LM1x         | États-Unis Scott Roop | 7:22.90 | Autriche Raimund Haberl | 7:25.30 | Canada Brian Thorne | 7:27.16 |
| LM2x         | Italie Francesco Esposito (b) Ruggero Verroca (s) | 6:42.17 | United States Paul Fuchs Jr (b) William Belden Sr (s) | 6:44.22 | Danemark Leif Kruse (b) Bjarne Eltang (s) | 6:48.95 |
| LM4-         | Australie Graham Gardiner (b) Charles Bartlett (2) Clyde Hefer (3) Simon Gillett (s) | 6:22.32 | Pays-Bas Peter Van Berkel (b) Richard Helsloot (2) Willem Appeldoorn (3) Paul Paulsen (s)                                                                                             | 6:24.04 | Canada Timothy Turner (b) Edward Gibson (2) Jim Relle (3) Patrick Turner (s) | 6:26.60 |
| LM8+         | Danemark Torben Knudsen Jan Jensen Ivar Mølgaard Arne Højlund Søren Hansson Søren Eriksen Mikael Espersen Bent Fransson Peter Klug-Andersen (c)                                                             | 5:58.41 | Italie Franco Pantano Mauro Torta Romano Uberti Lauro Zettin Renzo Borsini Lanfranco Borsini Claudio Castiglioni Leonardo Salani Davide Lanza (c)                                     | 5:59.05 | Espagne Fernando Climent Luis Arteaga Leon Carlos Sáez Bernardos José Antonio Expósito Sánchez Francisco Goicoechea García Guillermo Müller Gascón Alberto Molina Castillo José Marti Miranda Fernando Macho (c) | 6:01.03 |

### Femmes
| Épreuves | Or | Or      | Argent | Argent  | Bronze | Bronze  |
| -------- | --- | ------- | --- | ------- | --- | ------- |
| W1x      | Roumanie Sanda Toma | 3:54.46 | Grande-Bretagne Beryl Mitchell | 3:55.58 | Union soviétique Irina Fetisova | 3:56.99 |
| W2x      | Union soviétique Margerita Kokarevitch Antonina Zelikovich | 3:40.65 | Allemagne de l'Est Kerstin Kirst Jutta Hampe | 3:30.11 | Bulgarie Iskra Velinova Anka Bakova | 3:30.21 |
| W4x+     | Union soviétique Tatyana Danilova Olga Kaspina Yelena Khloptseva Larisa Popova Maria Zemskova-Korotkova (c)                                                      | 3:19.83 | Allemagne de l'Est Heidi Westphal Birka Brandt-Fengler Cornelia Linse Jutta Ploch Jenny Gerber (c)                                                             | 3:21.65 | Roumanie Aneta Mihaly Valeria Răcilă Sofia Corban Olga Homeghi Ecaterina Oancia (c)                                                                 | 3:22.89 |
| W2-      | Allemagne de l'Est Iris Rudolph Sigrid Anders | 3:45.50 | Canada Elizabeth Craig Tricia Smith | 3:45.77 | Roumanie Rodica Arba Elena Horvat | 3:50.45 |
| W4+      | Union soviétique Olga Pivovarova Marina Studneva Svetlana Semyonova Raisa Doligoiada Nina Cheremisina (c)                                                        | 3:18.75 | Allemagne de l'Est Viola Kestler Silvia Fröhlich-Arndt Marita Sandig-Gasch Romy Saalfeld Kirsten Wenzel (c)                                                    | 3:23.95 | États-Unis Susan Tuttle Hope Barnes Shyril O'Steen Harriet Metcalf Nanette Bernadou (c)                                                             | 3:27.35 |
| W8+      | Union soviétique Regina Baltutite Irina Teterina Elena Tereshina Nataliya Yatsenko Elena Makushkina Tatyana Shvetsova Nina Umanets Maria Paziun Nina Frolova (c) | 3:07.58 | États-Unis Carol Bower Carol Brown Jeanne Flanagan Patricia Spratlin Kristine Norelius Carie Graves Elizabeth Hills-O'Leary Liz Miles Valerie McClain-Ward (c) | 3:10.32 | Roumanie Rodica Frîntu Florica Bucur Luminata Furcila Maricica Țăran Cristina Onofrei Maria Naghiu Mariana Zaharia Elena Bondar Elena Dobrițoiu (c) | 3:14.05 |